# 30 décembre
Pour les articles homonymes, voir Trente-Décembre.
30 novembre 30 janvier
Chronologies thématiques
- Croisades
- Ferroviaires
- Sports
- Disney
- Anarchisme
- Catholicisme

Abréviations / Voir aussi
- (° 1852) = né en 1852
- († 1885) = mort en 1885
- a.s. = calendrier julien
- n.s. = calendrier grégorien
- Calendrier
- Calendrier perpétuel
- Liste de calendriers
- Naissances du jour

Le 30 décembre est le 364e jour de l'année du calendrier grégorien, le 365e en cas d'année bissextile. Il reste alors un jour avant la fin de l'année.
C'était généralement le 10e jour du mois de nivôse, dans le calendrier républicain français, officiellement dénommé jour du fléau.

## Événements

### VIesiècle
- 533 : entrée en vigueur du Code de Justinien, qui acquiert force de loi dans tout l'Empire romain d'Orient.

### Xesiècle
- 999 : victoire de Brian Boru et Mael Seachnaill II Mór sur Máel Mórda mac Murchada, à la bataille de Glenmama.

### XIesiècle
- 1066 : massacre de Grenade.
- 1097 : violent tremblement de terre, à Antioche assiégée par les troupes de la Première croisade, ressenti jusqu'à Edesse, en Grèce.

### XVesiècle
- 1419 : victoire castillane, à la bataille de La Rochelle, pendant la guerre de Cent Ans.
- 1460 : victoire de la Maison de Lancastre, à la bataille de Wakefield, pendant la guerre des Deux-Roses.

### XVIIIesiècle
- 1795 : deuxième bataille de La Croix-Avranchin, pendant la Chouannerie.

### XIXesiècle
- 1812 : convention de Tauroggen, entre la Prusse et la Russie.
- 1853 : achat Gadsden, entre les États-Unis et le Mexique.
- 1896 : exécution de José Rizal, aux Philippines.

### XXesiècle
- 1906 : Mozaffaredin Shah signe la Constitution de l'Iran.
- 1911 : Sun Yat-sen devient le premier président de la république de Chine.
- 1916 (n.s.), en pleine première guerre mondiale :
  - assassinat de Raspoutine, à Petrograd en Russie tsariste.
  - Charles de Habsourg-Lorraine est couronné roi de Hongrie en tant que "Charles IV".
- 1922 : naissance officielle de l'Union des républiques socialistes soviétiques.
- 1947 :
  - le conflit du Cachemire, entre Indiens et Pakistanais, est porté devant l'ONU récemment créée.
  - Abdication du roi Michel de Roumanie, et proclamation de la république populaire de Roumanie.
- 1958 : les pays de l'Afrique occidentale française (AOF) décident de former une Fédération au sein de la Communauté française.
- 1960 : Karol Wojtyła, futur pape Jean-Paul II, devient évêque métropolite de Cracovie.
- 1965 : Ferdinand Marcos devient président des Philippines.
- 1972 : l'arrêt des bombardements sur le Viêt Nam est décidé par le président des États-Unis Richard Nixon.
- 1975 : naissance de la république démocratique de Madagascar.
- 1979 : Saddam Hussein devient le président de la république d'Irak.
- 1990 : le gouvernement grec renonce à gracier les dictateurs militaires de 1967 à 1974.
- 1992 : le Sénat brésilien condamne l'ancien président Fernando Collor de Mello à la suspension de ses droits civiques, pour avoir « toléré et bénéficié d'un réseau de trafic d'influence et de corruption ».
- 1993 : le Vatican et l'État d’Israël engagent leurs premières relations diplomatiques.

### XXIesiècle
- 2001 : démission du président argentin par intérim Adolfo Rodríguez Saá, en pleine crise économique.
- 2002 : Mwai Kibaki, récemment élu, prête serment en tant que nouveau président du Kenya.
- 2004 : nouvel accord entre le président sénégalais Abdoulaye Wade et l'abbé Augustin Diamacoune Senghor, chef de la rébellion du Mouvement des forces démocratiques de Casamance (MFDC).
- 2006 : 
  - pendaison de Saddam Hussein, ancien président de l'Irak.
  - deux morts et 52 blessés dans l'attentat de l'aéroport de Madrid à la voiture piégée.
- 2013 : 103 morts dans les attaques en république démocratique du Congo.
- 2014 : ʻAkilisi Pohiva devient premier ministre des Tonga ; dirigeant de longue date du mouvement pour la démocratie, il est le premier roturier à être élu premier ministre par un Parlement lui-même majoritairement élu.
- 2018 :
  - élections législatives au Bangladesh.
  - élections présidentielle, législatives et provinciales, en république démocratique du Congo.

## Art, culture et religion
- 1352 : consécration du pape Innocent VI.
- 1370 : élection du pape Grégoire XI.
- 1671 : en France, création de l’Académie royale d'architecture.
- 1968 : Frank Sinatra entre en studio aux États-Unis enregistrer My Way, une version anglophone de la chanson francophone Comme d'habitude dont Paul Anka avait acquis à Paris des droits d'adaptation, le 45 tours vinyle sortira en mars 1969 et fera le tour du monde des charts[1].

## Sciences et techniques
- 1913 : William David Coolidge dépose un brevet pour la lampe à filament en tungstène.
- 1924 : Edwin Hubble annonce la découverte d'autres galaxies que la nôtre.
- 1927 : ouverture de la ligne Ginza du métro de Tokyo.
- 1987 : Fermeture du Jardin zoologique de Marseille.
- 2015 : l'Union internationale de chimie pure et appliquée (UICPA) confirme la découverte des éléments ununtrium, ununpentium, ununseptium et ununoctium.
- 2020 : dernière pleine lune de l'an civil, dans l'hémisphère nord terrestre.

## Économie et société
- 1837 : incendie du Palais d'Hiver.
- 1882 : création de l'école normale supérieure de garçons de Saint-Cloud, en région parisienne (France).
- 1911 : création du premier chèque barré en France.
- 1931 : meurtre d'Elżbieta Zaremba, pour lequel Rita Gorgon sera condamnée à la suite du « procès judiciaire le plus médiatique de la seconde république de Pologne »
- 1998 : en république démocratique du Congo (alors en proie à une violente guerre civile), des membres du Rassemblement congolais pour la démocratie mettent le feu au village de Makobola (territoire de Fizi) ; 702 villageois, appartenant en majorité à la communauté Babembe, périssent dans l'incendie.
- 2004 : instauration en France de la Haute autorité de lutte contre les discriminations et pour l'égalité (HALDE).
- 2006 : 
  - 2 personnes sont tuées et 52 autres sont blessés dans l'attentat de l'aéroport de Madrid.
  - Plus de 400 personnes meurent dans le naufrage du Senopati Nusantara, au large de l'île de Java..
- 2011 : cette journée est effacée du calendrier, aux Samoa et aux Tokelau, ces deux pays passant directement du 29 au 31 décembre. Ils déplacent ainsi la ligne de changement de date, qui passera dorénavant à l'est de leurs territoires, plutôt qu'à l'ouest. Cette mesure est destinée à faciliter les relations commerciales avec leurs voisins, l'Australie, la Nouvelle-Zélande et l'Asie, en évitant un décalage d'une journée avec ces partenaires[2],[3],[4]. Les Samoa orientales, dépendances des États-Unis d'Amérique, restent côté est de la ligne, pour les mêmes raisons.
- 2013 : un second attentat-suicide, en moins de 24 heures, survient à Volgograd, dans le sud de la Russie.
- 2016 :
  - Un faux client escamote deux bagues et deux diamants chez le joaillier De Grisogono, place Vendôme à Paris, et les remplace par la même enveloppe de papier kraft remplie de... petits cailloux : 5,5 millions d'euros de butin. Le « voleur aux doigts d'or » roumain sera rattrapé à Bucarest avec six « gars » de son gang[5].
- 2020 : 
  - en Norvège, un glissement de terrain fait au moins 7 morts[6],[7].
  - au Yémen, un attentat à l'aéroport d'Aden fait au moins 25 morts et 110 blessés[8].

## Naissances

### Iersiècle
- 39 : Titus, conquérant romain de Jérusalem devenu empereur (mort le 13 september 81).

### XVIIIesiècle
- 1786 : Férussac, naturaliste et militaire français († 21 janvier 1836).
- 1794 : John Edwards Holbrook, zoologiste américain († 8 septembre 1871).

### XIXesiècle
- 1805 : Frederick Smith, entomologiste britannique († 16 février 1879).
- 1813 : Karl Emil Lischke, juge et malacologiste allemand († 14 janvier 1886).
- 1818 : Theodor Fontane, écrivain allemand († 20 septembre 1898).
- 1838 : Émile Loubet, homme politique français († 20 décembre 1929).
- 1848 : Raoul Ponchon, écrivain français juré de l'Académie Goncourt († 3 décembre 1937).
- 1851 : Asa Griggs Candler, homme d'affaires américain, inventeur du Coca-Cola († 12 mars 1929).
- 1853 : André Messager, français, organiste, compositeur, maître de chapelle († 24 février 1929).
- 1858 : Jules Crépieux-Jamin, expert en écriture français († 24 octobre 1940).
- 1864 : Benjamin Rabier, dramaturge, animateur, illustrateur et auteur jeunesse français († 10 octobre 1939).
- 1865 : Rudyard Kipling, écrivain britannique et Prix Nobel de littérature en 1907 († 18 janvier 1936).
- 1867 : Jules Mondos, acteur français († 20 mai 1932).
- 1868 : Sukehide Kabayama, fonctionnaire gouvernemental et homme d'affaires japonais († 16 mars 1941).
- 1869 : Stephen Leacock, enseignant, politicologue, économiste, écrivain et humoriste canadien († 28 mars 1944).
- 1872 : William Larned, joueur de tennis américain († 16 décembre 1926).
- 1875 : Jean-Guy Gautier, athlète et joueur de rugby français, champion olympique en 1900 († 23 octobre 1938).
- 1883 : 
  - Lester Patrick, joueur, entraîneur et directeur-gérant canadien de hockey sur glace († 1er juin 1960).
  - Mary Forbes, actrice anglaise († 22 juillet 1974).
- 1884 : Hideki Tōjō (東條英機), général et ministre japonais († 22 décembre 1948).
- 1889 : Opika von Méray Horváth, patineuse artistique hongroise († 25 avril 1977).
- 1890 :
  - Adolfo Ruiz Cortines, président du Mexique († 3 décembre 1973).
  - Victor Serge, écrivain et révolutionnaire belge d'origine russe († 17 novembre 1947).
- 1891 : Antoine Pinay, homme politique français, ancien président du Conseil († 13 décembre 1994).
- 1897 : Lawrence Weingarten, producteur américain († 5 février 1975).
- 1898 : Jacques Rigaut, écrivain français († 6 novembre 1929).
- 1900 : Yves Jaouen, homme politique et écrivain français († 13 décembre 1976).

### XXesiècle
- 1902 : Dennie Moore, actrice américaine († 22 février 1978).
- 1904 : Dmitri Kabalevski, compositeur russe († 18 février 1987).
- 1905 : 
  - Daniil Harms (Дании́л Ива́нович Хармс), poète russe († 2 février 1942).
  - Hiroshi Inagaki, réalisateur et scénariste japonais († 21 mai 1980).
- 1906 : 
  - Carol Reed, metteur en scène britannique († 25 avril 1976).
  - Jean Laurent, footballeur français († 14 mai 1995).
- 1910 : Paul Bowles, compositeur, écrivain et voyageur américain († 18 novembre 1999).
- 1911 : Jeanette Nolan, actrice américaine († 5 juin 1998).
- 1912 : Rosina Lawrence, actrice américaine († 23 juin 1997).
- 1913 : Véra Clouzot (Vera Gibson Amado dite), actrice française d'origine brésilienne († 15 décembre 1960).
- 1914 : Christine Gouze-Rénal, productrice de cinéma française († 25 octobre 2002).
- 1918 : 
  - Lucien Leduc, footballeur français († 17 juillet 2004).
  - William Eugene Smith, photojournaliste américain († 15 octobre 1978).
- 1920 : Jack Lord, acteur américain († 21 janvier 1998).
- 1921 :
  - Paul de Bigault de Cazanove, amiral français († 2 mai 1988).
  - Rachid Karamé, homme politique libanais († 1er juin 1987).
  - Jean-Paul Ladouceur, peintre, décorateur et aquarelliste québécois († 21 novembre 1992).
- 1922 : 
  - Cathal Goulding, nationaliste irlandais († 26 décembre 1998).
  - Bernard Coutaz, éditeur phonographique français († 26 février 2010).
  - Auguste Legros, homme politique de l'île de la Réunion († 30 mai 2008).
  - Lucien Lazaridès, coureur cycliste français († 19 mai 2005).
- 1923 : 
  - Jacques Dynam, acteur français († 11 novembre 2004).
  - Paolo Rossi, philosophe italien ( † 14 janvier 2012).
  - Cecilia Navarrete, atlhète colombienne († 24 avril 2001).
- 1925 : Benito Lorenzi, footballeur italien († 3 mars 2007).
- 1927 : Robert Hossein, acteur et metteur en scène français († 31 décembre 2020).
- 1928 : 
  - Bo Diddley, chanteur, compositeur et guitariste américain († 2 juin 2008).
  - Christian Millau, écrivain et critique gastronomique français[9]  († 5 août 2017).
  - Alain Mottet, acteur français († 31 octobre 2017).
  - Nicolas le Jardinier, journaliste français († 21 novembre 2018).
- 1929 : 
  - Jacques Imbert, criminel français († 11 novembre 2019).
  - Robert Miguet, haut fonctionnaire français († 3 septembre 2019).
  - Barbara Nichols, actrice américaine († 5 octobre 1976).
- 1930 : 
  - Jean-Paul Marty, haut fonctionnaire et préfet français († 31 août 2010).
  - Tu Youyou, chercheuse chinoise lauréate du prix Nobel de physiologie ou médecine pour ses travaux sur le paludisme.
- 1931 :
  - Charlie Bassett, astronaute américain († 28 février 1966).
  - Skeeter Davis, chanteuse américaine († 19 septembre 2004).
  - Marcel Janssens, coureur cycliste belge († 29 juillet 1992).
- 1932 : 
  - Norbert Boucq, footballeur français († 19 février 2008).
  - Macon McCalman, acteur américain († 29 novembre 2005).
- 1934 : 
  - Del Shannon, chanteur américain († 8 février 1990).
  - Russ Tamblyn, acteur américain.
  - Joseph Bologna, acteur, scénariste, producteur et réalisateur américain († 13 août 2017).
- 1935 :
  - Omar Bongo Ondimba, homme d'état gabonais († 8 juin 2009).
  - Sandy Koufax, lanceur de baseball américain.
  - Jack Riley, acteur américain († 19 août 2016).
  - Wolfgang Dauner, pianiste allemand († 7 mai 1968).
- 1936 : 
  - Henri Ciriani, architecte franço-péruvien.
  - Mike Spence, pilote automobile britannique († 12 février 2019).
- 1937 : 
  - Gordon Banks, footballeur anglais († 12 février 2019).
  - Alain Chapel, chef cuisinier français († 10 juillet 1990).
  - Jean-Marie Aubron, homme politique français.
- 1938 : Gavino Ledda, écrivain italien.
- 1939 : Viola Wills, chanteuse de funk et de soul américaine (†6 mai 2009).
- 1940 : 
  - Sergio Bitar, homme politique chilien.
  - James Burrows, producteur et réalisateur américain.
  - Philippe Cousteau, plongeur sous-marin, océanographe et cinéaste français, fils cadet du commandant Cousteau († 28 juin 1979).
  - Claude Leteurtre, homme politique français.
- 1942 :
  - Jean-Claude Barclay, joueur de tennis français.
  - Fernand Duchaussoy, homme politique français, ancien dirigeant de la Fédération française de football.
  - Guy Edwards, pilote automobile britannique.
  - Michael Nesmith, homme de médias et musicien guitariste américain du groupe The Monkees († 10 décembre 2021).
  - Vladimír Pucholt, acteur tchèque.
  - Aníbal Ruiz, entraîneur uruguayen de football († 10 mars 2017).
  - Fred Ward, acteur américain († 8 mai 2022).
- 1943 : 
  - Patrick Pesnot, journaliste, romancier et scénariste français († 13 mars 2023).
  - Jean-Noël Kerdraon, homme politique français.
  - Linda Thom, tireuse sportive canadienne championne olympique.
- 1944 :
  - Jose Morales, joueur de baseball né aux Îles Vierges.
  - Patrick Topaloff, chanteur amuseur français († 7 mars 2010).
- 1945 :
  - Davy Jones, chanteur britannique du groupe The Monkees († 29 février 2012).
  - Paola Pigni, athlète de demi-fond italienne († 11 juin 2021).
  - Concetta Tomei, actrice américaine.
- 1946 :
  - Alain Christnacht, haut fonctionnaire français.
  - Patti Smith, chanteuse américaine.
  - Berti Vogts, footballeur allemand.
  - Nina Bahinskaja, géologue est militante biélorusse.
- 1947 :
  - Pierre Bodein, tueur en série français.
  - Daria Halprin, danseuse américaine.
  - Sarah Kernochan, scénariste et réalisatrice américaine.
  - Jeff Lynne, musicien britannique des groupes Electric Light Orchestra et Traveling Wilburys.
  - Janet Mills, femme politique américaine.
  - Steve Mix, basketteur américain.
- 1948 :
  - Pierre Blais, homme politique canadien.
  - Urs Lott, hockeyeur sur glace suisse († 18 juin 2012).
- 1949 :
  - David Bedford, athlète de fond britannique.
  - Jim Flaherty, homme politique canadien († 10 avril 2014).
- 1950 : Bjarne Stroustrup, informaticien danois, auteur du langage de programmation C++.
- 1951 : 
  - Jean-Pierre Bel, homme politique français, président du Sénat de 2011 à 2014.
  - Brigitte Peskine, écrivaine et scénariste française († 6 septembre 2020).
- 1953 : 
  - Daniel T. Barry, astronaute américain.
  - Meredith Vieira, journaliste et présentatrice de télévision américaine.
- 1955 : 
  - Gabriel Aghion, réalisateur et scénariste français.
  - Kim Hae-sook, actrice sud-coréenne.
  - David Koven, chanteur français.
- 1956 : 
  - Sheryl Lee Ralph, chanteuse et actrice américaine.
  - Jacek Wszoła, athlète polonais.
  - François Hesnault, pilote automobile français.
- 1957 : 
  - Patricia Kalember, actrice américaine.
  - Moussa Bezaz, footballeur français.
  - Thierry Mandon, homme politique français.
  - Tom Tiffany, homme politique américain.
  - Matt Lauer, journaliste américain.
  - Nick Skelton, cavalier de saut d'obstacles britannique.
  - Patrick Gérard, homme politique et universitaire français spécialiste .
- 1958 :
  - Éric Coquerel, homme politique français.
  - Steven L. Smith, astronaute américain.
  - Ellen Sandweiss, actrice américaine.
- 1959 : 
  - Tracey Ullman, actrice, scénariste, réalisatrice, productrice et chanteuse anglaise.
  - Zahiya Zareer, femme politique et diplomate maldivienne.
  - Paul Jackson, Jr., compositeur et guitariste américain.
- 1960 : 
  - Mike Bost, homme politique américain.
  - Josée Verner, femme politique canadienne.
  - Norio Tsuruta, réalisateur et scénariste japonais.
  - Mireille Jouve, femme politique française.
- 1961 :
  - Douglas Coupland, écrivain canadien.
  - Ben Johnson, athlète canadien.
  - Charlie Nicholas, footballeur écossais.
  - Patricia Lemoine, femme politique française.
  - Lav Diaz, cinéaste philippin.
  - Jean-Bernard Lafonta, entrepreneur français.
- 1962 : Alessandra Mussolini, femme politique italienne.
- 1963 : 
  - Mike Pompeo, homme politique américain, directeur de la CIA puis secrétaire d'État des États-Unis.
  - Karen Moncrieff, réalisatrice et scénariste américaine.
  - John van 't Schip, footballeur néerlandais.
  - Tony Carreira, chanteur portugais.
- 1964 :
  - Keren Mor, actrice israélienne.
  - Sophie Ward, actrice britannique.
  - Pascal Baills, footballeur français.
  - Richard Blaimert, scénariste et acteur québécois.
  - Sylvie Moreau, actrice québécoise.
- 1965 : Essam Abd El Fatah, arbitre égyptien de football.
- 1966 : 
  - David Thio, boxeur ivoirien († 14 mars 1989)
  - Bennett Miller, réalisateur américain.
  - Binda Pandey, femme politique népalaise.
- 1967 : 
  - Philippe Quintais, joueur de pétanque français.
  - Seymour Fagan, athlète jamaïcain.
- 1968 : 
  - Sean Higgins, basketteur américain.
  - Laurence Charpentier, actrice française.
  - Sandra Glover, athlète américaine.
- 1969 : 
  - Kersti Kaljulaid, femme politique estonienne.
  - Jason Kay, chanteur et musicien britannique.
  - Shane McConkey, skieur et base-jumper canadien († 26 mars 2009).
  - Meredith Monroe, actrice américaine.
  - Olivier Zuchuat, réalisateur et monteur suisse.
  - Anthuan Maybank, athlète américain.
- 1970 :  
  - Sandrine Quétier, animatrice de télévision française.
  - Hubert Koundé, acteur et réalisateur franco-béninois.
  - Tatiana Gousseff, actrice française.
- 1971 : 
  - Christophe Dumas, basketteur français.
  - Chris Vance, acteur britannique.
  - Daniel Sunjata, acteur américain.
  - Chris Fisher, producteur, scénariste, acteur et réalisateur américain.
  - C. S. Lee, acteur sud-coréo-américain.
- 1972 : 
  - Oumar Dieng, footballeur franco-sénégalais.
  - Selton Mello, acteur brésilien.
  - Steven Wiig, acteur et musicien américain.
  - Paul Bernard, footballeur écossais.
  - Daniel Amokachi, footballeur nigérian.
- 1973 :
  - Frans Bauer, chanteur néerlandais.
  - Jason Behr, acteur américain.
  - Ato Boldon, athlète trinidadien.
  - Maureen Flannigan, actrice américaine.
  - Nacho Vidal, acteur et réalisateur espagnol.
- 1974 : 
  - Alex Alves, footballeur brésilien († 14 novembre 2012).
  - Khalilou Fadiga, footballeur sénégalais.
- 1975 : 
  - Tiger Woods, golfeur américain.
  - Scott Chipperfield, footballeur australien.
- 1976 :  
  - Wilson Oruma, footballeur nigérian.
  - Olivier Chaput, chef cusinier français.
- 1977 :
  - Jim Alapag, basketteur américano-philippin.
  - Kenyon Martin, basketteur américain.
  - Lucy Punch, actrice américaine.
  - Saša Ilić, footballeur serbe.
  - Ji Xinpeng, joueur de badminton chinois champion olympique.
- 1978 :
  - Devin Brown, basketteur américain.
  - Tyrese Gibson, acteur, mannequin et chanteur américain.
  - Phillips Olaosebikan Idowu, athlète britannique.
  - Evanthía Máltsi, basketteuse grecque.
  - Rob Scuderi, hockeyeur professionnel américain.
- 1979 : 
  - Pierre Aristouy, footballeur français.
  - Boubacar Barry Copa, footballeur international ivoirien.
  - Alex Ogou, acteur, scénariste, directeur de production et réalisateur franco-ivoirien.
  - Catherine Taber, actrice américaine.
  - Flávio Amado, footballeur angolais.
- 1980 :
  - Henry Domercant, basketteur américano-bosnien.
  - Didier Mbenga, basketteur belge.
  - Eliza Dushku, actrice américano-albanaise.
- 1981 :
  - Cédric Carrasso, footballeur français.
  - Ali Al Habsi, footballeur omani.
  - Louise Monot, actrice française.
  - Andrea De Sica, réalisateur, scénariste et compositeur italien.
  - Aristide Zogbo, footballeur ivoirien.
  - Michael Rodríguez, footballeur costaricien.
- 1982 :
  - Kristin Kreuk, actrice canadienne.
  - Adélaïde Leroux, actrice française.
  - Dathan Ritzenhein, athlète de fond américain.
  - Matthew Amoah, footballeur ghanéen.
  - Stefanie Collins, basketteuse britannique.
- 1983 : 
  - Christophe Naegelen, homme politique français.
  - Yussif Chibsah, footballeur ghanéen.
- 1984 :LeBron James.

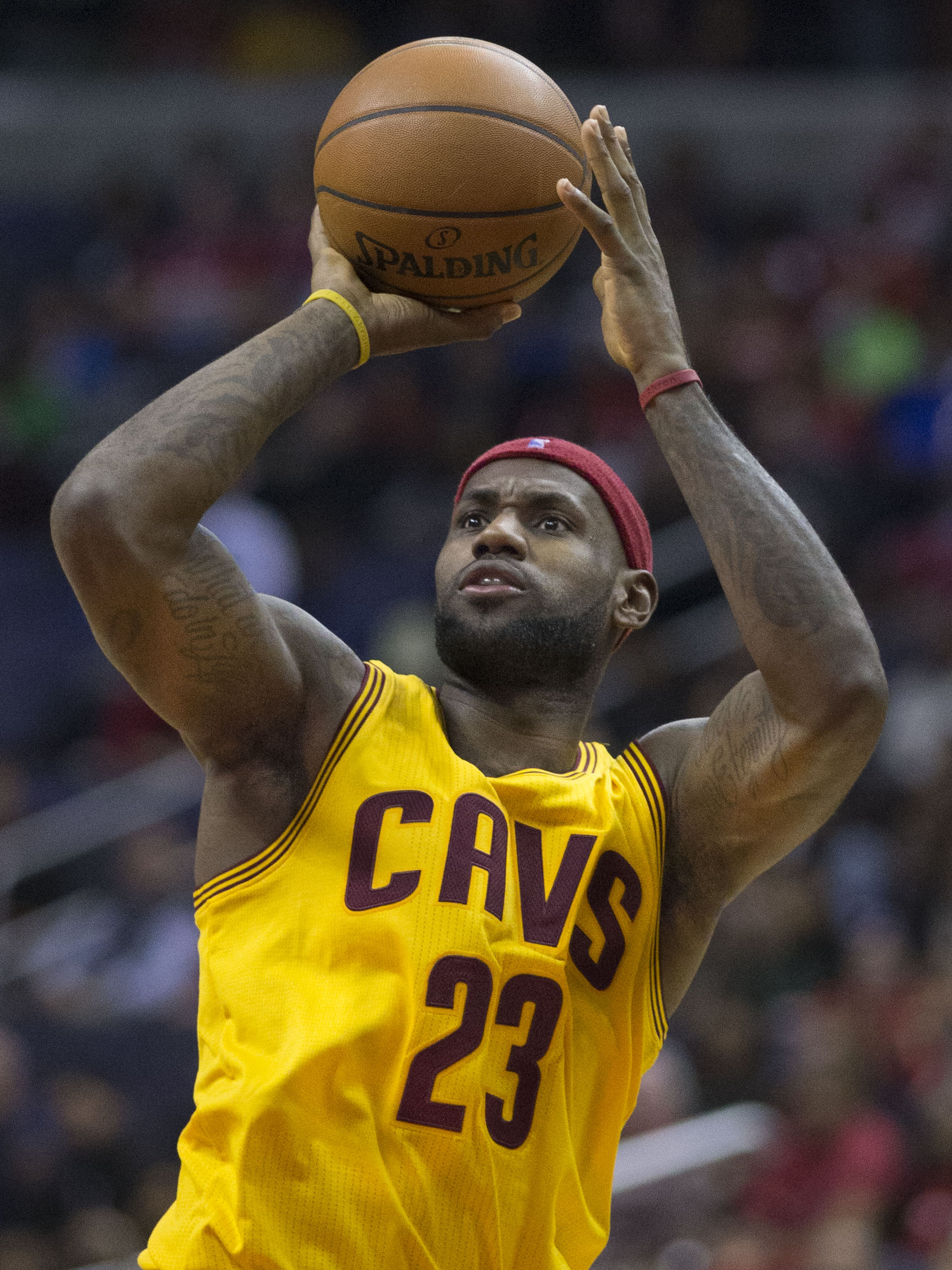
LeBron James.

  - Randall Azofeifa, footballeur international costaricien.
  - LeBron James, basketteur américain.
  - Julia Molkhou, actrice, chroniqueuse et animatrice française.
- 1985 : 
  - Lars Boom, coureur cycliste néerlandais.
  - Ciaran Hearn, joueur de rugby canadien.
  - Michel Bourez, surfeur français.
- 1986 :
  - Max Walker, acteur québécois.
  - Onyekachi Apam, footballeur nigérian.
  - Domenico Criscito, footballeur italien.
  - Marcelo Díaz, footballeur chilien.
  - Apolline Dreyfuss, nageuse de synchronisée française.
  - Ellie Goulding, chanteuse, compositrice et guitariste anglaise.
  - Gianni Zuiverloon, footballeur néerlandais.
  - Caity Lotz, actrice américaine.
  - Faye Marsay, actrice britannique.
  - Ishaya Bako, réalisateur et scénariste nigerian.
- 1987 : 
  - Steeven et Christopher Demora, duo de jumeaux humoristes français.
  - Tim Smyczek, joueur de tennis professionnel américain.
  - Jakub Nakládal, hockeyeur sur glace tchèque.
  - Thomaz Bellucci, joueur de tennis brésilien.
- 1988 :
  - Erik Johansson, footballeur suédois.
  - Cameron Long, basketteur américain.
  - Eloy Vargas, basketteur dominicain.
  - Maxime Machenaud, joueur de rugby français.
- 1989 : 
  - Diallo Guidileye, footballeur franco-mauritanien.
  - Clarisse Crémer, navigatrice française.
- 1990 :
  - Joe Root, joueur de cricket anglais.
  - C. J. Wilcox, basketteur américain.
  - Josh Navidi, joueur de rugby gallois.
  - Pauline Déroulède, joueuse de tennis handisport française.
  - Julia Salazar, femme politique et militante américaine.
- 1991 : 
  - Farzad Ataee, footballeur afghan.
  - Siyanda Xulu, footballeur sud-africain.
  - Gleb Retivykh, fondeur russe.
  - Kurumi Nara, joueuse de tennis japonaise.
  - Camila Giorgi, joueuse de tennis italienne.
  - Simon Casse, pentathlonien français.
  - Jessica Springsteen, cavalière américaine
- 1992 : 
  - Jalen Reynolds, basketteur américain.
  - Yasin Ehliz, hockeyeur sur glace allemand.
  - Ronald Levy, athlète jamaïcain.
- 1993 : 
  - Ager Aketxe, footballeur espagnol.
  - Loren Morón, footballeur espagnol.
  - Lukas Raeder, footballeur allemand.
  - Senoj-Jay Givans, athlète jamaïcain.
- 1994 : 
  - Tyler Boyd, footballeur américain.
  - Barrie McKay, footballeur écossais.
  - Florin Tănase, footballeur roumain.
  - Kekuta Manneh, footballeur américain.
  - David von Ballmoos, footballeur suisse.
  - Tom Lockyer, footballeur gallois.
  - David von Ballmoos, footballeur suisse.
  - Nikola Milutinov, basketteur serbe.
  - Paul Watson, basketteur américain.
- 1995 :
  - Kim Taehyung, artiste sud-coréen.
  - Ollie Watkins, footballeur anglais.
  - Line Papin, romancière française.
- 1996 :
  - Latif Blessing, footballeur ghanéen.
  - Moussa Koné, footballeur sénégalais.
  - Mamadou Loum N'Diaye, footballeur sénégalais.
  - Victoria Majekodunmi, basketteuse française.
- 1997 : 
  - Enea Bastianini, pilote de vitesse moto italien.
  - Alix Duchet, basketteuse française.
- 1998 : Zachary Brault-Guillard, footballeur canadien.
- 1999 : 
  - Jean-Clair Todibo, footballeur français.
  - Jeffinho, footballeur brésilien.
  - Ronaldo Wilkins, footballeur vanuatuan.

### XXIesiècle
- 2002 : 
  - Pedro Brazão, footballeur portugais.
- 2006 : 
  - Kaylia Nemour, gymnaste franco-algérienne.

## Décès

### XVIesiècle
- 1525 : Jacob II Fugger dit le Riche, financier germanique (° 6 mars 1459).
- 1572 : Galeazzo Alessi, architecte italien (° 1512).

### XVIIesiècle
- 1691 : Robert Boyle, physicien et chimiste irlandais (° 25 janvier 1627).

### XVIIIesiècle
- 1777 : Maximilien III, prince électeur de Bavière (° 28 mars 1727).
- 1798 : Anne-Pierre de Montesquiou-Fézensac, général et homme politique français (° 17 octobre 1739).

### XIXesiècle
- 1886 : Hans Alexis von Biehler, ingénieur militaire et général d'infanterie allemand (° 16 juin 1818).
- 1896 : 
  - Édouard-Charles Fabre, évêque catholique québécois (° 28 février 1827).
  - José Rizal, héros national philippin (° 19 juin 1861).

### XXesiècle
- 1906 : 
  - Buller Stadden, joueur de rugby gallois (° 1861).
  - Josephine Butler, née Grey, féministe abolitionniste et réformiste sociale anglaise (° 13 avril 1828).
- 1913 : Harry Fragson, auteur-compositeur, artiste de music-hall français (° 12 juillet 1869).
- 1916 : Grigory Lefimovitch Novyk Raspoutine, mystique et guérisseur russe (° 21 janvier 1869).
- 1926 : Rainer Maria Rilke, poète autrichien (° 4 décembre 1875).
- 1927 : Jan Košek, footballeur tchèque (° 18 juillet 1884).
- 1932 : Eliakim Hastings Moore, mathématicien américain (° 26 janvier 1862).
- 1933 : Ion Duca, premier ministre roumain, assassiné (° 20 décembre 1879).
- 1935 : Rufus Isaacs, homme politique britannique (° 10 octobre 1860).
- 1936 : Algabeño hijo (José García Carranza), matador espagnol (° 26 février 1902).
- 1942 : Cyril Gardner, acteur, monteur, producteur, réalisateur et scénariste américain d'origine française (° 30 mai 1898).
- 1943 : Hobart Bosworth, acteur, réalisateur, scénariste et producteur américain (° 11 août 1867).
- 1944 : 
  - Romain Rolland, écrivain français, prix Nobel de littérature en 1915 (° 29 janvier 1866).
  - Lionel de Marmier, pilote automobile français, (° 4 décembre 1897).
- 1952 : Alan James, réalisateur et scénariste américain 23 mars 1890).
- 1955 : Eduardo Ugarte, réalisateur et scénariste espagnol (° 1900).
- 1956 : Maria Kotarba, Juste parmi les nations polonaise (° 4 septembre 1907).
- 1964 : Leo Tover, directeur de la photographie américain (° 6 décembre 1902).
- 1967 : 
  - Maurice Bruneau joueur de rugby et ingénieur œnologue français (° 1er décembre 1883).
  - Vincent Massey, 18e gouverneur général du Canada (° 20 février 1887).
- 1968 : Trygve Lie, homme d'État norvégien et premier Secrétaire général des Nations unies (° 16 juillet 1896).
- 1969 : Jiří Trnka, cinéaste d'animation tchécoslovaque (° 24 février 1912).
- 1970 : Sonny Liston, boxeur américain (° 8 mai 1932).
- 1971 : Dorothy Comingore, actrice américaine (° 24 août 1913).
- 1972 : Mapie de Toulouse-Lautrec, journaliste française (° 7 mai 1901).
- 1973 : Henri Büsser, compositeur et chef d'orchestre français (° 16 janvier 1872).
- 1974 : 
  - Mapie de Toulouse-Lautrec, journaliste française (° 7 mai 1901).
  - Ricardo Margarit, ingénieur et homme d’affaires espagnol (° 9 décembre 1883).
  - Graciano Nepomuceno, sculpteur sur bois philippin (° 18 décembre 1881).
  - Sid Terris, boxeur américain (° 27 septembre 1904).
  - Gabriel Rosset, enseignant français (° 28 novembre 1904).
  - Alice Halicka, peintre et dessinatrice franco-polonaise (° 20 décembre 1894).
- 1975 : 
  - Félix Raugel, musicien, chef d'orchestre et musicologue français (° 17 novembre 1881).
  - Hermann Paul Müller, pilote automobile allemand (° 21 novembre 1909).
  - Francis Cariffa, peintre français (° 25 août 1890).
  - Pierre Brisac, général français (° 3 avril 1897).
  - Hélène Akhvlédiani, peintre géorgienne (° 18 avril 1901).
- 1976 : 
  - Sven Nielsen, éditeur français d'origine danoise (° 13 janvier 1901).
  - Ignazio Leone, acteur italien (° 19 avril 1923).
  - Rudi Fischer, pilote automobile suisse (° 19 avril 1912).
  - Karl Burdach, militaire allemand (° 28 juillet 1891).
- 1977 : 
  - Américo Tesoriere, footballeur argentin (° 18 mars 1911).
  - Francisco Tario, footballeur argentin (° 2 décembre 1899).
  - Saint Louis Jimmy, compositeur et chanteur américain (° 26 juin 1905).
  - Nikolaus Röslmeir, sculpteur allemand (° 28 avril 1901).
  - Augustine Ngom Jua, homme politique camerounais (° 24 novembre 1924).
  - Hossam Al Badry, poète et diplomate iranien (° 1911).
- 1979 : Richard Rodgers, compositeur, scénariste, producteur et acteur américain (° 28 juin 1902).
- 1983 : Ralph Wright, animateur, scénariste et acteur américain (° 17 mai 1908).
- 1990 : 
  - Hans Verner, acteur allemand (° 12 décembre 1992).
  - Roger Rérolle, athlète français (° 26 février 1909).
- 1993 : Mack David, compositeur et parolier américain (° 5 juillet 1912).
- 1994 : Maureen Cox, première épouse du batteur Ringo Starr (° 4 août 1946).
- 1995 : Suzanne Prou, femme de lettres française jurée du prix Femina (° 11 juillet 1920).
- 1996 : 
  - Lew Ayres, acteur américain (° 28 décembre 1908).
  - Jack Nance, acteur américain (° 21 décembre 1943).
- 1997 : 
  - Danilo Dolci, activiste politique non-violent, sociologue, écrivain, éducateur et poète italien (° 28 juin 1924).
  - Shin'ichi Hoshi, auteur science-fiction japonais (° 6 septembre 1926).
- 1998 : 
  - Joan Brossa, poète et auteur dramatique espagnol (° 19 janvier 1919).
  - Jean-Claude Forest, auteur français de bande dessinée (° 11 septembre 1930).
  - Michaela Geiger, femme politique allemande (° 29 septembre 1943).
  - Keisuke Kinoshita, réalisateur et scénariste japonais (° 5 décembre 1912).
  - Karl Heinz Rechinger, botaniste autrichien (° 16 octobre 1906).
  - Eugene Roe, militaire américain (° 17 octobre 1922).
  - Pavel Štěpán, pianiste tchèque (° 28 mai 1925).
- 1999 : Sarah Knauss, supercentenaire  américaine (°24 septembre 1880).
- 2000 : Julius J. Epstein, scénariste américain (° 22 août 1909).

### XXIesiècle
- 2002 :
  - Mary Brian, actrice américaine (° 17 février 1906).
  - Eleanor Gibson, psychologue américaine (° 7 décembre 1910).
  - Wang Fanxi, militant politique chinois (° 16 mars 1907).
  - Mary Wesley, romancière britannique (° 24 juin 1912).
- 2003 : 
  - Vladimir Bogomolov, écrivain soviétique (° 3 juillet 1924).
  - John Gregory Dunne, écrivain américain (° 25 mai 1932).
  - Anita Mui, actrice et chanteuse hongkongaise (° 10 octobre 1963).
  - Daniel Pommereulle, peintre, sculpteur, cinéaste et poète français (° 15 avril 1937).
  - Patricia Roc, actrice américaine (° 7 juin 1915).
  - Hukwe Zawose, musicien tanzanien (° 1938 ou 1940).
- 2004 : 
  - Kato Masao, joueur de go japonais (° 15 mars 1947).
  - Artie Shaw, clarinettiste, compositeur, chef d'orchestre de jazz et écrivain américain (° 23 mai 1910).
- 2005 : 
  - Candy Barr, stripteaseuse, actrice  et danseuse américaine (° 6 juillet 1935).
  - Rona Jaffe, romancière américaine (° 12 juin 1931).
  - Françoise Van De Moortel, journaliste belge (° 22 août 1941).
- 2006 : 
  - Frank Campanella, acteur américain (° 12 mars 1919).
  - Saddam Hussein, homme d'état irakien, condamné à mort et exécuté par pendaison (° 28 avril 1937).
  - Antony Lambton, homme politique britannique (° 10 juillet 1922).
  - Michel Plasse, gardien de but québécois de hockey sur glace (° 1er juin 1949).
- 2007 : Bert Bolin, climatologue  et météorologiste suédois (° 15 mars 1925).
- 2008 : 
  - Bernie Hamilton, acteur américain (° 12 juin 1928).
  - Paul Hofmann, journaliste et écrivain austro-américain (° 20 novembre 1912).
  - Roy Saari, nageur américain (° 25 février 1945).
- 2009 : 
  - Abdurrahman Wahid, président de l’Indonésie de 1999 à 2001 (° 7 septembre 1940).
  - Rowland S. Howard, auteur-compositeur et guitariste australien (° 24 octobre 1969).
- 2010 : Bobby Farrell, chanteur du groupe disco Boney M (° 6 octobre 1949).
- 2011 : Ronald Searle, dessinateur et cartooniste anglais (° 3 mars 1920).
- 2012 : Rita Levi-Montalcini, sénatrice à vie de la République italienne, prix Nobel de médecine en 1986 (° 22 avril 1909).
- 2014 :
  - Robert Conroy, romancier américain (° 24 août 1938).
  - Luise Rainer, actrice américaine, doyenne du cinéma (° 12 janvier 1910).
  - Tomiko Miyao, écrivaine japonaise (° 13 avril 1926).
- 2015 : Howard Pawley, homme politique et enseignant canadien (° 21 novembre 1934).
- 2016 : Tyrus Wong, peintre, illustrateur, céramiste, lithographe, designer et artiste américain d'origine chinoise (° 25 octobre 1910).
- 2017 : Tchinguiz Sadikhov, pianiste azerbaïdjanais (° 5 avril 1929).
- 2018 :
  - Claude Gingras, journaliste et critique musical québécois (° 1er juillet 1931).
  - Héctor Timerman, journaliste, militant des droits de l'homme, diplomate et homme politique argentin (° 16 décembre 1953).
  - Blandine Verlet, claveciniste française (° 27 février 1942).
  - Don Lusk, réalisateur et animateur américain (° 28 octobre 1913).
  - Mrinal Sen, réalisateur indien (° 14 mai 1923).
- 2019 : 
  - Syd Mead, designer industriel et concepteur néofuturiste américain (°18 juillet 1933).
  - Elizabeth Sellars, actrice écossaise (° 6 mai 1921).
  - Harry Kupfer, metteur en scène allemand (° 12 août 1935).
  - Jack Garfein, réalisateur américain (° 2 juillet 1930).
- 2020 : 
  - Samuel Little, tueur en série américain (° 7 juin 1940).
  - Olivier Royant, journaliste français (° 16 juillet 1962).
- 2021 : Karel Loprais, pilote automobile tchèque (° 4 mars 1949).

## Célébrations

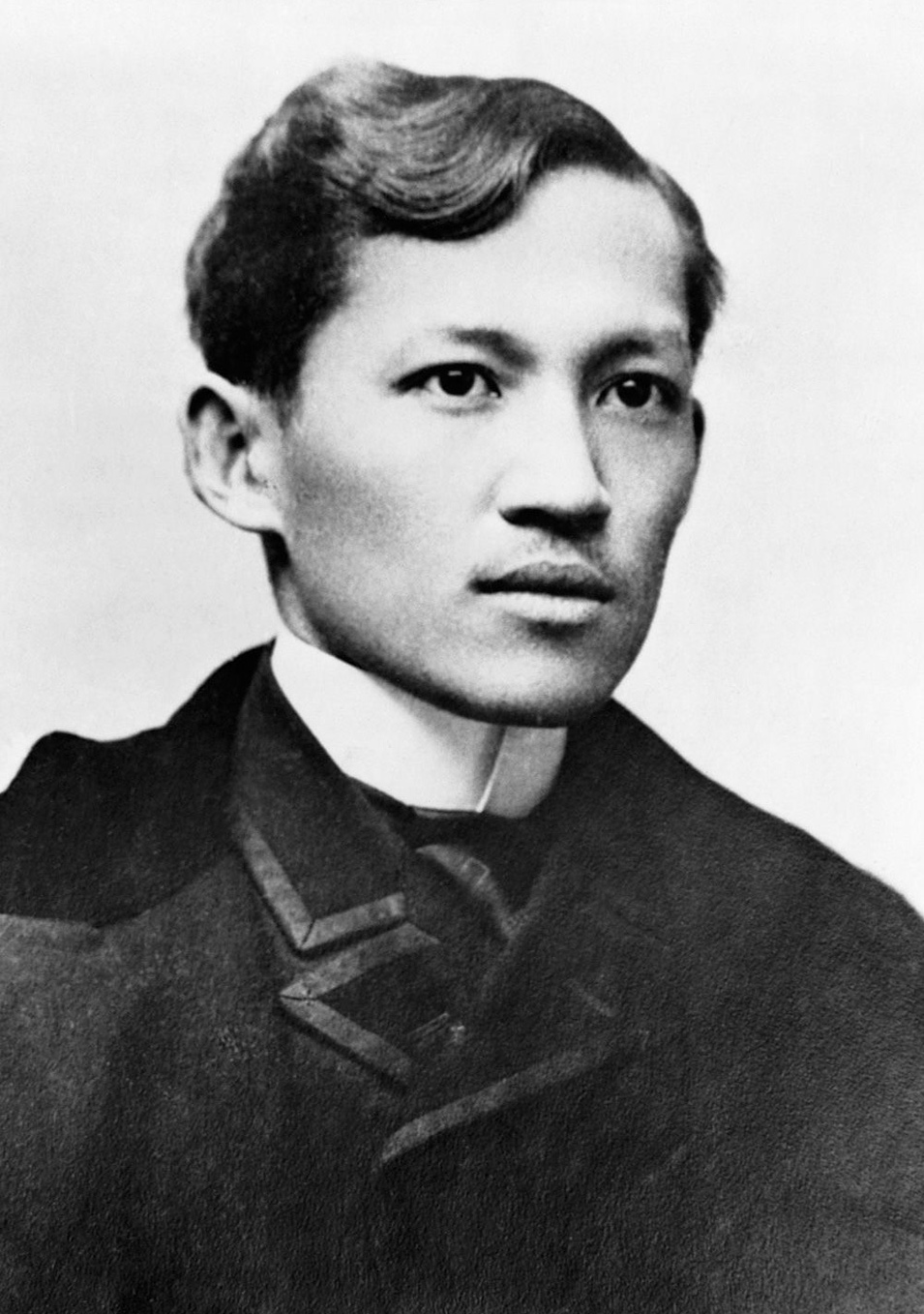
José Rizal.

### Nationale voire internationale
- Philippines : Hari Rizal, jour férié commémorant l'anniversaire de l'exécution du poète, romancier et artiste José Rizal[10].

### Célébrations religieuses voire "sectaire"
- Scientologie : Freedom Day / fête de la liberté célébrant la reconnaissance officielle de l'Église de Scientologie aux États-Unis en 1974.
- Catholicisme : deň vyhlásenia Slovenska za samostatnú cirkevnú provinciu / jour de la déclaration de l'indépendance de la province ecclésiastique de Slovaquie, y commémorant une indépendance ecclésiastique déclarée par le pape Paul VI en 1977[11].
- Christianisme orthodoxe : station sur le Mont des Oliviers avec lectures de Héb. 12, 18(-28) et de l'épisode de la Visitation dans Lc 1, 39-56 (voir 31 mai) dans le lectionnaire de Jérusalem.

### Saints des Églises chrétiennes

#### Saints des Églises catholiques et orthodoxes
Saints des Églises catholiques et orthodoxes :
- Anysios († 406 ou 407), Anysios de Thessalonique, ou Anyse, évêque de Thessalonique.
- Anysia († 305), Anysia de Thessalonique, ou Anysie, ou Anyse, vierge de Thessalonique, martyre sous Maximien.
- Ecgwine († 717), bénédictin anglais, évêque de Worcester, et fondateur de l'abbaye d'Evesham.
- Eugène (it), Eugène de Milan, évêque de Milan.
- Maël de Quimper († ?)
- Perpet de Tours († 494), évêque.
- Philétaire († 311), martyr sous Galère.
- Pierre († 608), Pierre d'Ambleteuse, premier higoumène (abbé) de Canterbury, dans le Kent.
- Sabinien de Spolète († 303), évêque - date orientale - célébré localement le 7 décembre[14] en Occident.
- Sébastien d'Esztergom († 1036), bienheureux bénédictin devenu archevêque d'Esztergom et primat de Hongrie.
- Théodora (VIIIe siècle), moniale.
- Timon (Ier siècle), diacre - date orientale.

#### Saints et bienheureux des Églises catholiques
Saints et bienheureux des Églises catholiques :
- Anne († 1936), Anna Kaworek, religieuse polonaise, cofondatrice d'ordre caritatif, vénérable.
- Eugénie  († 1900), Eugénie Ravasco, bienheureuse, fondatrice de l’Institut des Filles des Sacrés-Cœurs de Jésus et Marie.
- Jean (pl) († 1893), Jean Alcober, bienheureux, dominicain espagnol et missionnaire, martyr en Chine.
- Jean-Marie Boccardo († 1913), bienheureux prêtre italien fondateur de congrégation.
- Joconde († vers 503), ou Jocundus, ou Jucundus, évêque d'Aoste.
- Josephine († 1906), Josephine Butler, bienheureuse, veuve et mère de famille anglicane.
- Laurent da Frazzanò († v. 1162), moine italien.
- Libère († vers 200), ou Liberius, évêque de Ravenne, en Émilie-Romagne.
- Marguerite (en) († 1284), Marguerite Colonna, bienheureuse ermite clarisse italienne.
- Meleuc (br) (Ve siècle), ou Maelek, ou Maeleg (31 décembre breton), compagnon de saint Efflamm d'Irlande, apôtre en Bretagne.
- Rainier d'Aquila († 1077), évêque d'Aquila, dans les Abruzzes, en Italie.
- Raoul de Vaucelles († 1152), ou Radulphe, bienheureux, bénédictin anglais, devenu disciple de saint Bernard, qui fonda le monastère de Vaucelles, dans le diocèse de Cambrai.
- Richard d'Adwerth († 1266), bienheureux, moine cistercien d'Adwerth (en).
- Roger († 1129), Roger de Cannes, ou Ruggero di Canne, évêque de Cannes, vénéré à Barletta, dans les Pouilles.

#### Saints orthodoxes,aux dates parfois"juliennes"ou orientales
Saints des Églises orthodoxes :
- Gédéon de Tirnavos († 1818), martyr.
- Léon l'Archimandrite († ?), moine.
- Macaire († 1563), métropolite de Moscou et de toute la Russie.
- Marie († 1946), martyre par la main des communistes.

### Prénoms du jour
Bonne fête aux Roger et ses variantes : Dodge, Hodge, Oger, Ogier, Rodge, Rodger(s), Rog, Rogelio, Rogère, Rogerio, Rogers, Rogiero, Rojay, Rudger, Rudiger, Rufiger, Ruggera, Ruggiera, Rugg(i)ero, Rutger, Ruttger ; ses composés : Roger-Pierre etc. (cf. 27 et 28 février).
Et aussi aux :
- Timon et ses variantes Timeo etc.
- Tirid et ses variantes autant bretonnes : Tigrid, Tigride, etc.

## Traditions et superstitions

### Dicton
- « Saint Forannan souvent, amène les froids les plus grands. »[15]

### Astrologie
- Signe du zodiaque : 9e jour du Capricorne.